# Agrafinówka
Agrafinówka est un village de Pologne situé dans la voïvodie de Podlachie.